# Fendt Fix 2
Der Fendt Fix 2 ist ein ab 1959 gebauter Schlepper der „ff“-Reihe (Fendt Fix, Farmer und Favorit). Er wurde als Fix 2 W (FW 120) mit wassergekühltem Motor und 18 PS Dauerleistung sowie als Fix 2 L (FL 120) in luftgekühlter Ausführung mit 19 PS Dauerleistung angeboten. Er war die Weiterentwicklung des Fix 1.
Fendt pries bei der Einführung des Modells die „technisch ausgereifte Konstruktion“ sowie die vorteilhafte Vereinigung von „Formschönheit und Fahrkomfort“. Auffällig war damals unter anderem die Motorhaube mit eingebauten Scheinwerfern (DGBM). Die wassergekühlte Version wurde bis 1964 gebaut, die luftgekühlte nur bis 1962.

## Motor

### FW 120
- 18 PS: wassergekühlter Zweizylinder-Viertakt-Dieselmotor von MWM, KD 211 Z mit 1250 cm³ Hubraum, Wirbelkammer-Verfahren, Druckumlaufschmierung, Bosch-Einspritzpumpe, Ölbadluftfilter, Wasserumlaufkühlung mit Pumpe, Zweikreisthermostat
- Bohrung = 85 mm, Hub = 110 mm
- Verdichtung = 18:1
- Drehzahlbereich = 650-2120/min.
- Öldruck bei Leerlaufdrehzahl = 0,5 atü, bei Höchstdrehzahl = 2,0 atü
- Einspritzdruck = 125 atü
- Bosch-Einspritzdüse, Typ: DN 8 S 2
- Bosch-Kraftstofffilter, Typ: FJ/DF 5/103 oder Knecht, Typ: FB 502/1 LM

### FL 120
- 19 PS: luftgekühlter Zweizylinder-Viertakt-Dieselmotor von MWM, AKD 311 Z mit 1400 cm³ Hubraum, Direkteinspritzung, Bosch-Einspritzpumpe, Druckumlaufschmierung, Ölbadluftfilter und Axialgebläse
- Nenndrehzahl bei beiden Versionen: ca. 2000/min
- Bohrung = 90 mm, Hub = 110 mm
- Verdichtung = 19:1
- Drehzahlbereich = 650-2120/min.
- Öldruck bei Leerlaufdrehzahl = 0,5 atü, bei Höchstdrehzahl = 2,0 atü
- Einspritzdruck = 125 atü
- Bosch-Einspritzdüse, Typ: DN SOD 126
- Bosch-Kraftstofffilter, Typ: FJ/DF 5/103 oder Knecht, Typ: FB 502/1 LM

## Kupplung
- Einscheiben-Trockenkupplung von Fichtel & Sachs, Typ: K 12 (K 200)

## Getriebe
- Fendt-Gruppenschaltgetriebe
- Zahnräder im Dauereingriff
- robustes und bewährtes Fendt-Getriebe mit 6 Vorwärts- und 2 Rückwärtsgängen, auf Wunsch zusätzlich 3 Superkriechgänge vorwärts und 1 Rückwärts-Kriechgang
- 5-Klauen-Differentialsperre

## Geschwindigkeiten vor- und rückwärts
| Geschwindigkeiten (bei voller Motordrehzahl)                      | Geschwindigkeiten (bei voller Motordrehzahl) |
| ----------------------------------------------------------------- | -------------------------------------------- |
| 1. Gang                                                           | ca. 0,8-1,7 km/h                             |
| 2. Gang                                                           | ca. 3,0 km/h                                 |
| 3. Gang                                                           | ca. 4,8 km/h                                 |
| 4. Gang                                                           | ca. 7,2 km/h                                 |
| 5. Gang                                                           | ca. 12,3 km/h                                |
| 6. Gang                                                           | ca. 20,0 km/h                                |
| 1. Rückwärtsgang                                                  | ca. 2,6 km/h                                 |
| 2. Rückwärtsgang                                                  | ca. 10,6 km/h                                |
| Zusätzliche Geschwindigkeiten (bei optionalem Kriechganggetriebe) |                                              |
| 1. Kriechgang                                                     | ca. 0,3–0,7 km/h                             |
| 2. Kriechgang                                                     | ca. 0,6–1,2 km/h                             |
| 3. Kriechgang                                                     | ca. 1,0–2,0 km/h                             |
| Rückwärtskriechgang                                               | ca. 1,0 km/h                                 |

## Zapfwelle
- Heckzapfwelle als kupplungsabhängige Getriebezapfwelle mit Normdrehzahl nach DIN 9611
- Drehzahl = 570/min. bei Nenndrehzahl/Leistung = FL: 18,2 PS, FW: 17,2 PS
- Optional als Wegzapfwelle schaltbar
- Wegzapfwelle mit 6 Umdrehungen je Fahrmeter, ab dem zweiten Gang für Triebachsanhänger verwendbar
- Optional mit Riemenscheibe, 170 mm Durchmesser und 95 mm Breite
- Drehzahl = 1905/min. bei Nenndrehzahl/Leistung = FL: 17,5 PS, FW: 16,5 PS
- Riemengeschwindigkeit = 16,9 m/s

## Bremsen
- Innenbackenbremse, 300x50 Z auf die Hinterräder wirkend mit geteiltem Doppelpedal als Lenkbremse
- Handhebelfeststellbremse; auf Wunsch Getriebehandbremse (Duplexbremse 180x30 D)

## Achsen
- Fendt-Vorderachse: stabile, gefederte Schwingachse (DBP)

## Lenkung
- leichtgängige Schneckenlenkung (organisch in das Kupplungsgehäuse eingebaut)

## Hydrauliksystem und Kraftheber
- Fendt-Dreipunkt-Hydraulik in Blockbauweise,Typ: 80,05, Arbeitsvermögen 7475 Nm, genormte Anschlüsse nach DIN 9674, Hubstreben und oberer Lenker verstellbar, Dreipunkt-Anhängeschiene
- das neue Fendt-Hydro-Drucksystem (DBP ang.) ermöglicht eine zusätzliche Belastung der Hinterachse bei Anbaugeräten. Der zusätzliche Druck auf die Hinterachse kann fein dosiert mit dem Steuergerät eingestellt werden. Er vergrößert die Zugkraft des Fix 2 und vermindert bei schlechten Bodenverhältnissen den Schlupf der Hinterräder.
- Hubzylinder mit 80 mm Kolbendurchmesser und 101 mm Kolbenweg
- Bosch-Förderpumpe mit 11 l/min. bei 150 atü-Arbeitsdruck

## Steuergeräte
- neu entwickeltes Steuergerät der Bauart Fendt zur Handhabung der Blockhydraulik – besonders hervorgehoben wurde damals die Möglichkeit zum langsamen Senken der Anbaugeräte
- Sonderausrüstung: Umschalteinrichtung für Kraftheber und Kippanhänger

## Elektrische Ausrüstung
- 12-V-Anlage mit Biluxeinrichtung nach StVZO
- beleuchtetes Armaturenbrett
- Bosch-Anlasser 12V-1,8 PS
- Bosch-Lichtmaschine 12V-90 W
- Bosch-Batterie 12V-60 Ah
- Bosch-Glühkerzen, Typ: KE/GA 2/1 oder Beru, Typ: 294 GK

## Maße und Abmessungen
- Länge = 2890 mm, Breite = 1520 mm, Höhe ohne Dach = 1480 mm
- Eigengewicht = 1265 kg / zul. Gesamtgewicht = 2000 kg

## Bereifung
- vorne: 5,00-16, auf Wunsch 5,50-16
- hinten: 8-28, auf Wunsch in Sonderausrüstung: 8-32, 9-30, 10-24, 10-28 (?)

## Füllmengen
- Kraftstoffbehälter: ca. 30 l
- Getriebeöl incl. Achstrieb = 16,5 l
- Hydraulik = 8 l (mit Kriechgang = 10 L)
- Lenkung = 1 l
- Ölbadluftfilter = 0,5 l
- Motoröl = 4,5 l
- Kühlwasser = 7 l

## Verbrauch
- Kraftstoffverbrauch im Jahresdurchschnitt: 1,35 l/h oder 185 g/PSh
- Schmierölverbrauch = 2–3 g/PSh bei Nennleistung

## Kabine
- Fahrerplattform mit gummigefedertem Sitz und linkem Kotflügelsitz
- Optional, Allwetterverdeck mit Panoramascheibe und rechten Kotflügelsitz

## Sonderausrüstung
- Fendt-Mähwerk 4½' und 5'
- Riementrieb 1905/min
- Allwetterverdeck mit Blinklichtanlage
- Belastungsgewichte
- Lenkradsperre
- Startostop
- Gitterräder (bei 8-28 Segmentgitterräder)
- Suchscheinwerfer
- asymmetrisches Abblendlicht
- zweite Hubstrebenverstellung
- Kraftstoff-Förderpumpe
- starre Anhängeschine, lang

## Sonstiges
Der gummigefederte Fahrersitz des Fix 2 ist nach Größe und Gewicht des Fahrers einstellbar. Links befindet sich eine Kotflügelsitzbank. Die Anhängerkupplung am Heck ist drehbar und höhenverstellbar, die vordere Anhängevorrichtung ist starr ausgeführt.
- luftgekühlte Ausführung: technische Bezeichnung: FL 120 (4.249 Exemplare), Produktionszeit: 1959–1963[2]
- wassergekühlte Ausführung: technische Bezeichnung: FW 120 (2.292 Exemplare), Produktionszeit: 1959–1964
- Listenpreis 1959 für beide Ausführungen: 7.650 DM